# Oberonia punamensis
Oberonia punamensis är en orkidéart som beskrevs av Rudolf Schlechter. Oberonia punamensis ingår i släktet Oberonia och familjen orkidéer. Inga underarter finns listade i Catalogue of Life.